# Frans van Deijl
Frans van Deijl (Amsterdam, 3 september 1957) is een Nederlands journalist en schrijver. 

## Leven en werk
Van Deijl volgde de journalistiekopleiding te Utrecht en begon begin jaren tachtig zijn journalistieke carrière bij het Eindhovens Nieuwsblad, de eerste gratis krant in Nederland die echter spoedig weer failliet ging. Hij vervolgde zijn loopbaan bij 'De gecombineerde' en De Tijd, later HP/De Tijd. Ook was hij actief voor de nationale televisie, bij Karel van de Graaf en RTL Nieuws, en schreef hij voor Elsevier en Het Parool. Hij schreef tussen 2013 en 2021 - in de geest van zijn held Simon Carmiggelt - stukjes voor het Haarlems Dagblad. Momenteel werkt hij voor HP/De Tijd. 
Nadat Van Deijl bij Het Parool werd ontslagen schreef hij in 2005 zijn Dagboek van een werkeloze, hetgeen de definitieve start bleek van een separate schrijversloopbaan. Met zijn verhalenbundel Oorlogshonger uit 2006 begaf hij zich op het literaire pad, waarvoor hij werd genomineerd voor de Debutantenprijs. Zijn romandebuut kwam in 2008 met De jonge minnaar. Met het satirische feuilleton Don Diks, over de heldhaftige avonturen van een dagbladjournalist, keerde hij opnieuw terug naar de wereld van de journalistiek. Toenemende erkenning vond hij met zijn novelle Monday, monday (2011) en Bountymeisje (2012). Met die laatste roman werd hij in 2013 genomineerd voor de inofficiële 'Langs De Leeuw literatuurprijs'. Deze ludieke prijsuitreiking was eenmalig door de VARA en Paul de Leeuw georganiseerd voor schrijvers van Meulenhoff, welke uitgeverij verzuimd had tijdig boeken voor te dragen voor de officiële literaire prijzen.
Van Deijl hanteert een vlotte, lichte schrijfstijl. Door zijn enigszins afstandelijk manier van schrijven wordt zijn werk door de literaire kritiek ook wel bestempeld als 'vervreemdend'. Hij houdt vooral van het kortere werk. Over dikke romans zegt hij steeds te denken: 'kom toch eens "to-the-point"'. Humor en sentiment gaan bij Van Deijl hand in hand. 